# Daun-Oberstein
Die Herren von Daun-Oberstein waren ein Zweig des Adelsgeschlechtes der Stein in Idar-Oberstein im heutigen Rheinland-Pfalz. Der Name Daun-Oberstein für die Linie im 13. und 14. Jahrhundert dient zur begrifflichen Unterscheidung von der verwandten Linie der Herren von Oberstein. Nach dem Erwerb der Herrschaft Falkenstein im Jahr 1456 und der Erhebung in den Grafenstand im Jahr 1518 spricht man von der Linie Daun-Falkenstein. Die richtigen Abstammungsverhältnisse wurden erst durch Arbeiten von Peter Stammnitz aus dem Jahr 1999 und von Martin Dolch und Peter Stammnitz aus dem Jahr 2008 bekannt, dort auch die berichtigte Zählung.

## Übersicht

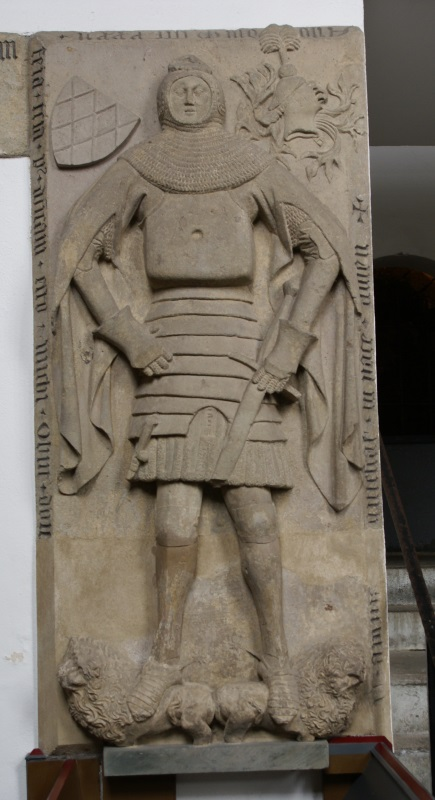
Grabmal des Ritters Philipp II. von Daun-Oberstein († 1432) in der Felsenkirche (Idar-Oberstein)

Stammeltern der Linie Daun-Oberstein sind die jung verstorbenen Eheleute Eberhard von Stein (genannt 1245–1251) und Juliane von Daun (genannt 1245), Tochter der Eheleute Wirich von Daun und Guda. Die Linie führte Namen und Wappen der Herren von Daun von der mütterlichen Seite.
- Ihr Sohn Wirich I. (genannt 1261–1301) erbte über seine Mutter die Dauner Anteile an den Burgen Nanstein und Wilenstein, über seinen Vater die steinischen Anteile an der Burg Bosselstein, die im 13. Jahrhundert allerdings noch Burg Stein genannt wurde. Er war vermählt mit Kunigunde Raugräfin zu Neuenbaumberg († 25. Februar 1307)
  - Wirich (genannt 1286–1299), starb vor seinem Vater, bleibt daher ohne Zählung, vermählt mit Isengard von Falkenstein († 5. Februar 1304)
  - Emich I. (genannt 1303–1313)
    - Philipp I. (genannt 1314–1321)
    - Wirich II. (genannt 1316–1328)
    - Cuno (genannt 1329–1342), vermählt mit Agnes von Hohenfels-Reipoltskirchen
      - Wirich III. (genannt 1337–1353)
      - Emich II. (genannt 1342–1372), vermählt mit Agnes von Kyrburg
        - Emich III. (genannt 1389–1423)
        - Philipp II. (genannt 1393–1432), Ritter, vermählt mit Ymagina Raugräfin von Alten- und Neuenbaumberg, beide bestattet in der Felsenkirche (Idar-Oberstein)
          - Wirich IV. (genannt 1432–† 1. Mai 1501), bestattet in der Abteikirche Otterberg, 1432 Belehnung mit Idar, 1450 Herr zu Neuenbaumberg, 1456 Herr zu Falkenstein, Herr von Daun zu Oberstein, Amtmann zu Pfalzel, vermählt mit Margareta von Leiningen
            - Melchior (genannt 1465–† 1. September 1517), bestattet in der Abteikirche Otterberg, vermählt mit Margareta von Virneburg
            - Emich IV. (genannt 1477–vor 1492)
              - Zur Linie im 16. und 17. Jahrhundert siehe Daun-Falkenstein

Geistliche:
- Heinrich III. von Daun-Oberstein († 1319), Sohn Wirichs I., von 1318 bis 1319 Bischof von Worms
- Philipp II. von Daun-Oberstein (1463–1515), Sohn Wirichs IV., von 1508 bis 1515 Erzbischof von Köln
- Meyna von Daun-Oberstein (genannt 1489–1525), Tochter Wirichs IV., Fürstäbtissin zu Essen